# Metoxylamia variegatrix
Metoxylamia variegatrix är en skalbaggsart som först beskrevs av Aurivillius 1907.  Metoxylamia variegatrix ingår i släktet Metoxylamia och familjen långhorningar. Inga underarter finns listade i Catalogue of Life.